# Behbeit el-Hagar
Behbeit el-Hagar es una aldea egipcia situado a pocos kilómetros al sur de Samannud (Sebennitos), al sudoeste de la ciudad de al-Mansurah, hacia el centro del delta del Nilo. El topónimo árabe del pueblo, Behbeit, esconde su nombre faraónico, Per-Hebet, que significa Lugar del festival de la diosa, en referencia a Isis: "Señora de Hebet"; sus fiestas estaban dedicadas a esta diosa y a los ritos funerarios asociados. 
|  |

## El templo de Isis

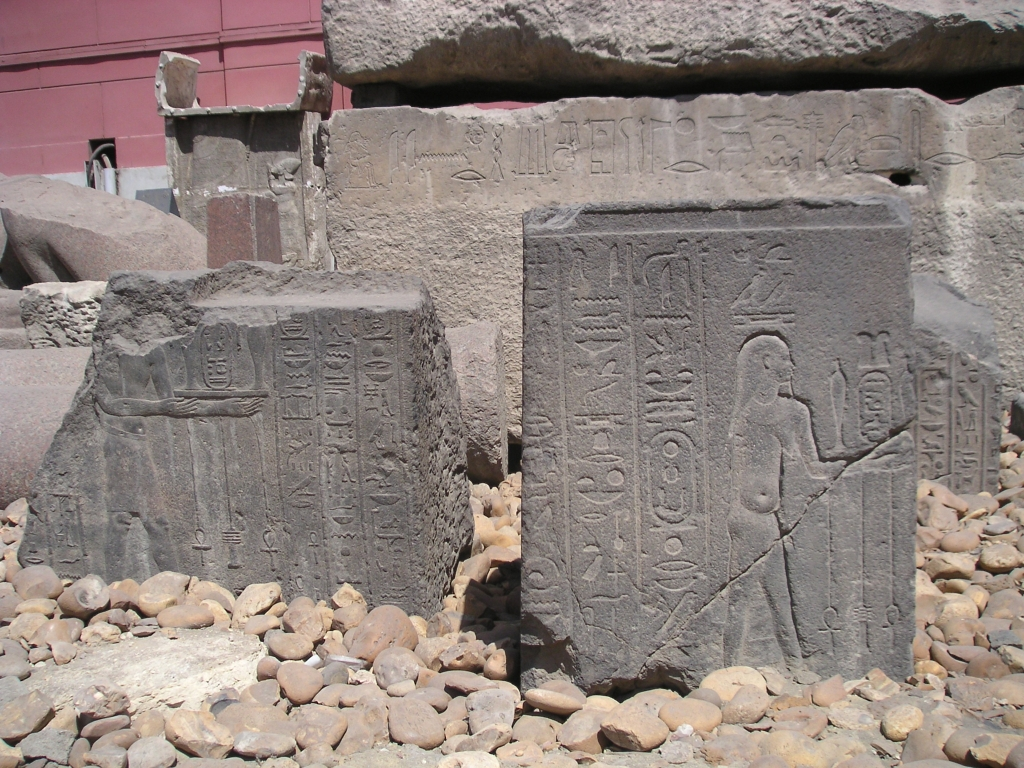
Relieves murales de Nectanebo II de Behbeit el-Hagar (a la izquierda) y de Nectanebo I de Sebennytos (a la derecha). 30ª dinastía de Egipto - Museo Egipcio de El Cairo

Destacan en este yacimiento los restos de un templo consagrado a Isis conocido en la antigüedad clásica como Iseum o Isidis Oppidum. Construido con granito, ocupa una superficie de 80 x 55 metros, y se encuentra circundado por una muralla construida con adobes (ladrillos fabricados con lodo del Nilo sin cocer). Este templo probablemente estuvo vinculado al templo de Sebennitos, sede de la dinastía XXX, y con la capital del nomo XXII, Afroditópolis.
El emplazamiento cubre una superficie de más de siete hectáreas y quedan restos de los muros norte y sur. El templo, del periodo Saita, fue construido o parcialmente reconstruido por Nectanebo I Jeperkare (se ha encontrado su nombre inscrito en una estatua de Harsiese, el visir de Nectanebo II) y Nectanebo II Senedyemibra, que erigió la capilla de Osiris-Hemag, y probablemente también un dromos con esfinges, situado frente a la entrada principal.
El templo fue reformado por Ptolomeo II Filadelfo, y en la fachada hay una inscripción que proclama: "Isis la grande, la madre divina"; tras esta fachada, hay indicios de la existencia de una gran sala hipóstila. El santuario de Isis fue la parte más grande del templo y estaba rodeado de capillas al norte, este y sur; otras capillas fueron dedicadas a Osiris. Ptolomeo III Evergetes probablemente construyó la entrada principal y se han encontrado unos cartuchos con dedicatorias del rey y de su hermana y esposa Berenice II; la entrada estaba dedicada por el rey a Osiris-Andyety, y por la reina a Isis.
No se sabe la causa de su destrucción, que ocurrió en tiempos de Diocleciano. Se ha sugerido un terremoto. Muchas de las piedras fueron reutilizadas, incluyendo un bloque para un templo de Isis y Serapis en Roma, en el siglo I.
Explorada por algunos viajeros en el siglo XVIII, y copiadas las inscripciones en el siglo XIX y XX por Pierre Montet, Édouard Naville y otros. En 1991, la francesa Christine Favard-Meeks publicó una propuesta para la reconstrucción del templo estudiando los bloques preservados.